# Lédignan
Lédignan är en kommun i departementet Gard i regionen Occitanien i södra Frankrike. Kommunen ligger i kantonen Lédignan som tillhör arrondissementet Alès. År 2022 hade Lédignan 1 520 invånare.

## Befolkningsutveckling
Antalet invånare i kommunen Lédignan
Referens:INSEE